# Eupithecia canisparsa
Eupithecia canisparsa là một loài bướm đêm trong họ Geometridae.